# Methanocaldococcaceae
A Methanocaldococcaceae a Methanococcales rendbe tartozó Archaea család. Az archeák – ősbaktériumok – egysejtű, sejtmag nélküli prokarióta szervezetek.

## Fordítás
- Ez a szócikk részben vagy egészben  a   Methanocaldococcaceae című angol Wikipédia-szócikk fordításán alapul.  Az eredeti cikk szerkesztőit annak laptörténete sorolja fel. Ez a jelzés csupán a megfogalmazás eredetét és a szerzői jogokat jelzi, nem szolgál a cikkben szereplő információk forrásmegjelöléseként.

### Tudományos folyóiratok
- Judicial Commission of the International Committee on Systematics of Prokaryotes (2005). „The nomenclatural types of the orders Acholeplasmatales, Halanaerobiales, Halobacteriales, Methanobacteriales, Methanococcales, Methanomicrobiales, Planctomycetales, Prochlorales, Sulfolobales, Thermococcales, Thermoproteales and Verrucomicrobiales are the genera Acholeplasma, Halanaerobium, Halobacterium, Methanobacterium, Methanococcus, Methanomicrobium, Planctomyces, Prochloron, Sulfolobus, Thermococcus, Thermoproteus and Verrucomicrobium, respectively. Opinion 79”. Int. J. Syst. Evol. Microbiol. 55 (Pt 1), 517–518. o. DOI:10.1099/ijs.0.63548-0. PMID 15653928.
- Euzeby JP (2001). „Nomenclatural type of orders: corrections necessary according to Rules 15 and 21a of the Bacteriological Code (1990 Revision), and designation of appropriate nomenclatural types of classes and subclasses. Request for an Opinion”. Int. J. Syst. Evol. Microbiol. 51 (Pt 2), 725–727. o. PMID 11321122.
- Balch WE (1979). „Methanogens: reevaluation of a unique biological group”. Microbiol. Rev. 43 (2), 260–296. o. PMID 390357. PMC 281474.

### Tudományos könyvek
- Whitman WB.szerk.: DR Boone: Family II. Methanocaldococcaceae fam. nov., Bergey's Manual of Systematic Bacteriology Volume 1: The Archaea and the deeply branching and phototrophic Bacteria, 2nd, New York: Springer Verlag, 169. o. (2001. március 20.). ISBN 978-0-387-98771-2

### Tudományos adatbázisok
- Methanocaldococcaceae PubMed hivatkozásai
- Methanocaldococcaceae PubMed Central hivatkozásai
- Methanocaldococcaceae Google Scholar hivatkozásai